# Manfred M. Junius
Manfred (Michael) Heinrich Junius (Hagen, 23 novembre 1929 – Adelaide, 7 marzo 2004) è stato un musicista e compositore tedesco.

## Biografia
Musicista, compositore, maestro, scrittore e alchimista, Manfred M. Junius studiò medicina in Germania e musica classica indiana e musicologia per 18 anni in diversi centri dell'India. Imparò a suonare il sitar da grandi maestri come il Prof. Shushil Bhanja, il Prof. Banwarilal, Paṇḍit Ravi Shankar, Ustad Asad Ali Khan e Paṇḍit Gopal Das. Ha tenuto numerosi recital di musica classica indiana in tutta l'India e all'estero. È stato trasmesso da diverse stazioni radio indiane ed è apparso numerose volte in televisione; ha composto musiche per film e ha inciso dischi. Anche se straniero è stato chiamato a far parte della giuria del All India Drama Music e dal Dance Festival che si tiene a Gwalior (1961) per i concorsi di strumenti musicali e nel 1964 è stato un delegato indiano al East West Music Congress di Nuova Delhi.
L'Istituto Internazionale di Musica Comparata di Venezia e Berlino lo incaricò di fornire i materiali per la raccolta UNESCO della musica indiana. Il Sangit Samiti di Allahabad, la più grande e più importante Accademia di Musica indiana, lo investì con una cattedra allo scopo di insegnare all'estero. Acharya Manfred M. Junius è stato anche un praticante ed insegnante qualificato di Medicina Ayurveda, così come pittore e grafico. Ha vissuto in Australia dove ha diretto la produzione di un'industria farmacologica controllata dal governo e conosciuta come Australerba. È morto ad Adelaide il 7 marzo del 2004.